# Georges Biscot
Georges Biscot, de nom real Gaston Georges Bouzac va ser un actor francès nascut a Courbevoie el 15 de setembre de 1886 i mort al seu domicili al 18è districte de París el 17 de desembre de 1945. Fou sebollit al cementiri de Montrouge.

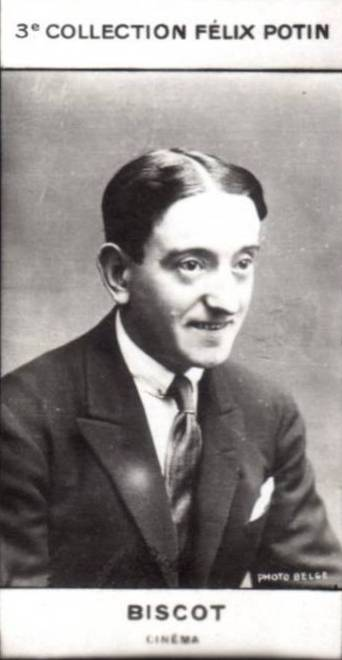

## Biografia
Còmic popular a l'època del cinema mut, va aparèixer a diversos fulletons sota la direcció de Louis Feuillade. Cantant al cafè-concert (va interpretar La valse brune) i després al music hall (La Revue Galante a les Folies Bergère el 1916 al costat de Musidora), realitzà gires de cant, pel·lícules i obres de teatre.

## Filmografia

### Cinema mut
- 1916 : Le Pied qui étreint de Jacques Feyder
- 1916 : Dranem amoureux de Cléopâtre de Roger Lion
- 1916 : Biscot se trompe d'étage de Jacques Feyder
- 1918 : Vendémiaire de Louis Feuillade
- 1918 : Tih Minh de Louis Feuillade
- 1919 : Barrabas de Louis Feuillade
- 1921 : Les Deux Gamines de Louis Feuillade
- 1921 : Zidore ou les Métamorphoses de Louis Feuillade
- 1921 : Séraphin ou les Jambes nues de Louis Feuillade
- 1921 : L'Orpheline de Louis Feuillade
- 1921 : Saturnin ou le Bon Allumeur de Louis Feuillade
- 1921 : Gustave est médium de Louis Feuillade
- 1921 : Parisette de Louis Feuillade
- 1922 : Lahire ou le Valet de cœur de Louis Feuillade
- 1922 : Gaëtan ou le Commis audacieux
- 1922 : Marjolin ou la Fille manquée
- 1922 : Le Fils du Flibustier
- 1923 : Vindicta
- 1925 : Le Roi de la pédale
- 1926 : Bibi-la-Purée de Maurice Champreux
- 1927 : Les Cinq Sous de Lavarède de Maurice Champreux
- 1927 : Le P'tit Parigot

### Pel·lícules sonores
- 1931 : Hardi les gars ! de Maurice Champreux
- 1931 : Biscot boxeur (anonyme)
- 1932 : Clochard de Robert Péguy
- 1933 : Six cent mille francs par mois de Léo Joannon
- 1935 : Bibi-la-Purée de Léo Joannon
- 1938 : Le Plus beau gosse de France de René Pujol
- 1940 : Untel père et fils de Julien Duvivier amb Raimu, Michèle Morgan i Louis Jouvet
- 1944 : La Cage aux rossignols de Jean Dréville
- 1945 : La Route du bagne de Léon Mathot amb Viviane Romance

## Music-hall, revistes, operetes
- 1940 : Sourires de femmes, revista del concert Mayol.[5]

## Algunes cançons
- Si mon cœur avait des roulettes lletra d'André Mouëzy-Éon, música de Valsien), creada per la revista Bibi la purée à l'Eldorado
- La Môme Biclo lletra de Cazalis, música de Dufas i Gardoni), cançó del Tour de France
- 1922 : Fernande lletra de Nazelles, música de Mauprey
- 1926 : Elle sait conduire une automobile, Cécile lletra de Nazelles, música de Chantrier), creada per la revista La foire aux fiancés al Théâtre du Châtelet

Enregistraments :
La Markettera (parodie de la Violeterra), música de J. Padilla, cantada par M. Biscot de l'Eldorado, disc Opéra à saphir n°905, 1923.